# Societas
La societas (in italiano assimilabile alla "società") nel diritto romano era un contratto consensuale, ovvero un tipo di obbligazione consensu contractae. La sua introduzione, dovuta allo ius honorarium, si ebbe probabilmente in seguito all'incremento dei traffici commerciali nel Mediterraneo da parte di Roma. Essa consisteva in uno schema contrattuale che poteva essere a carattere bilaterale o plurilaterale in cui i contraenti, sulla base della buona fede, si obbligavano a compiere una data attività o a conferire dei beni in codominio al fine di raggiungere un interesse comune, dividendo in seguito guadagni e perdite.

## Caratteristiche
Secondo le fonti in nostro possesso, diverse forme di societas furono previste dai giureconsulti romani. Le due più importanti furono la societas omnium bonorum, caratterizzata dalla messa in comune di tutti i beni presenti e futuri dei consociati, e la societas alicuius negotii che invece era costituita per un determinato scopo (come operazioni commerciali tendenzialmente a tempo definito) e che generalmente veniva sciolta una volta che esso veniva raggiunto.
Gli elementi essenziali alla costituzione di una  societas furono: un consenso durevole tra i soci, il conferimento di beni o il compimento di attività, uno scopo finale patrimoniale di interesse comune.
Se tutti i soci erano obbligati nel conferire beni o attività nella societas, contemporaneamente vi era anche l'obbligo degli stessi di ripartire guadagni e perdite derivanti dalla gestione della stessa. Fu pertanto fondamentale stabilire le quote di ogni singolo socio e se questo non fosse stato fatto si intendevano tutte uguali.
All'epoca, vi furono dibatti e differenti vedute circa il fatto che vi potessero essere differenze tra le quote di utili e quelle delle perdite ripartite tra soci; tendenzialmente si ammise anche la possibilità che un socio potesse addirittura essere sollevato dalla contribuzione alle perdite ma ricevere gli eventuali utili, purché comunque egli partecipasse al conferimento e allorché la sua partecipazione alla societas fosse stata giudicata così rilevante da rendere equo questo disequilibrio. Come appena accennato, non venne comunque mai ritenuta valida una societas in cui il socio non fosse obbligato a partecipare al conferimento.
Il concetto di societas operava solo all'interno dei soci, essendo questa priva di rilevanza verso l'esterno. Ossia i soci agivano verso gli altri sempre in nome proprio e nessun obbligo poteva essere preso dalla societas stessa verso altri. In termini moderni si potrebbe dire che non esisteva il concetto di “personalità giuridica”. Fecero parziale eccezione le societas publicanorum e le societas vectigalium che rivestivano una tale importanza pubblica, spesso legata all'aggiudicazione di grossi appalti, da conferirgli una certa rilevanza esprimibile anche verso l'esterno e non solo tra i soci delle stesse.

## Azioni a tutela
Essendo omogenee le posizioni dei soci, il diritto pretorio aveva creato un'unica azione, utilizzabile nel processo formulare, volta a tutelare il contratto societario: l'actio pro socio. Questa era esprimibile da ciascun socio nei confronti degli altri nel caso che essi non avessero adempiuto alle obbligazioni nascenti dal contratto sociale. La valutazione del giudice chiamato nel contenzioso si basava sulla buona fede e colui che fosse stato condannato in seguito all'azione veniva colpito da infamia.

## Scioglimento dellasocietas
La societs poteva essere sciolta in diversi modi:
- in seguito all'actio pro socio,
- dopo aver raggiunto lo scopo sociale,
- per scadenza del termine stabilito al momento della costituzione,
- per sopravvenuta impossibilità di raggiungimento dello scopo sociale,
- per decisione dei soci,
- nel caso che lo scopo della società fosse illecito,
- per motivi riguardanti un singolo socio: recesso volontario, morte, incapacità,... Infatti, era considerata invalida la prosecuzione di una società dopo morte, incapacità o fallimento di un socio, essa si scioglieva automaticamente.[8]

Una volta sciolta si procedeva alla liquidazione della stessa e alla divisione del patrimonio. Ciò poteva avvenire sia spontaneamente e in comune accordo tra i soci, oppure per via giudiziale tramite l'actio communi dividendo.